# デビッドジュニア
デビッドジュニア（またはデヴィッドジュニア、David Junior）とはイギリスの競走馬である。2005年から2006年にかけ中距離戦線で活躍し、チャンピオンステークス (G1) 、ドバイデューティーフリー (G1) 、エクリプスステークス (G1) などに勝った。父はタップダンスシチーやプレミアムタップなどを輩出しているプレザントタップ。
芝のレースでの強さは本物で、2005年のWTRR芝・中距離部門第1位となった。しかし唯一のダート戦出走となったブリーダーズカップ・クラシック（G1・ダート10ハロン）では最初からついていけず、1400メートルほど走ったものの、直線半ばギブアップという形で競走を中止した（記録上は最下位の13着）。G1馬が故障や落馬してもいないのに競走を中止するのはかなりめずらしいことである。すでにブリーダーズカップ・クラシックの前に日本中央競馬会 (JRA) によって購入されており、これを最後に引退、2007年春から日本で種牡馬生活を送っていた。
なおJRAは日本語馬名をデビッドジュニアで登録したが、すでに日本国内ではデヴィッドジュニアの表記が広まっていたため混乱を生じた。それまでの慣例からはデヴィッドジュニアの方が予想されたこともあり、命名には批判もある。

## 競走成績
イギリス11戦6勝、アラブ首長国連邦1戦1勝、アメリカ合衆国1戦0勝。
- 2004年（2戦1勝）
- 2005年（7戦4勝）
  - チャンピオンステークス (G1)
  - セレクトステークス (G3)
- 2006年（4戦2勝）
  - ドバイデューティーフリー (G1)
  - エクリプスステークス (G1)

## 種牡馬時代
引退後、2007年から新ひだか町静内の日本軽種馬協会 (JBBA) 静内種馬場で供用され、初年度は102頭に種付けし、のちに66頭が血統登録された。
2009年11月、バゴと入れ替わりでJBBA胆振種馬場に移動。
2010年、門別競馬場で行われた6月16日のルーキーチャレンジをワイルドジュニアが制して、この勝利が産駒の地方競馬・中央競馬通じての初勝利となった。また、7月18日には新潟競馬場で行われた2歳未勝利戦をゲンパチマイラヴが制し、中央競馬での初勝利となった。
2012年の種付けシーズン終了後にJBBA静内種馬場へ移動した。
2013年から2020年まではJBBA七戸種馬場で供用され、2021年よりJBBA静内種馬場で再び供用される。
供用3年目の2009年に種付け頭数が4頭となって以降、12頭に種付けした2013年を除いて種付け頭数が毎年10頭未満と低迷していたが、2024年10月26日に種牡馬を引退し、功労馬となることが発表された。

## 血統表
| デビッドジュニアの血統リボー系／Never Bend4×4＝12.50%、Prince John4×5=9.38% | デビッドジュニアの血統リボー系／Never Bend4×4＝12.50%、Prince John4×5=9.38% | デビッドジュニアの血統リボー系／Never Bend4×4＝12.50%、Prince John4×5=9.38% | （血統表の出典）     | （血統表の出典） |
| 父 Pleasant Tap 1987 鹿毛                                                   | 父の父Pleasant Colony 1978 黒鹿毛                                           | His Majesty                                                                 | Ribot                | Ribot            |
| 父 Pleasant Tap 1987 鹿毛                                                   | 父の父Pleasant Colony 1978 黒鹿毛                                           | His Majesty                                                                 | Flower Bowl          |                  |
| 父 Pleasant Tap 1987 鹿毛                                                   | 父の父Pleasant Colony 1978 黒鹿毛                                           | Sun Colony                                                                  | Sunrise Flight       | Sunrise Flight   |
| 父 Pleasant Tap 1987 鹿毛                                                   | 父の父Pleasant Colony 1978 黒鹿毛                                           | Sun Colony                                                                  | Colonia              |                  |
| 父 Pleasant Tap 1987 鹿毛                                                   | 父の母Never Knock 1979 黒鹿毛                                               | Stage Door Johnny                                                           | Prince John          | Prince John      |
| 父 Pleasant Tap 1987 鹿毛                                                   | 父の母Never Knock 1979 黒鹿毛                                               | Stage Door Johnny                                                           | Peroxide Blonde      |                  |
| 父 Pleasant Tap 1987 鹿毛                                                   | 父の母Never Knock 1979 黒鹿毛                                               | Never Hula                                                                  | Never Bend           | Never Bend       |
| 父 Pleasant Tap 1987 鹿毛                                                   | 父の母Never Knock 1979 黒鹿毛                                               | Never Hula                                                                  | Hula Hula            |                  |
| 母 Paradise River 1994 鹿毛                                                 | 母の父Irish River 1976 栗毛                                                 | Riverman                                                                    | Never Bend           | Never Bend       |
| 母 Paradise River 1994 鹿毛                                                 | 母の父Irish River 1976 栗毛                                                 | Riverman                                                                    | River Lady           |                  |
| 母 Paradise River 1994 鹿毛                                                 | 母の父Irish River 1976 栗毛                                                 | Irish Star                                                                  | Klairon              | Klairon          |
| 母 Paradise River 1994 鹿毛                                                 | 母の父Irish River 1976 栗毛                                                 | Irish Star                                                                  | Botany Bay           |                  |
| 母 Paradise River 1994 鹿毛                                                 | 母の母North of Eden 1983 鹿毛                                               | Northfields                                                                 | Northern Dancer      | Northern Dancer  |
| 母 Paradise River 1994 鹿毛                                                 | 母の母North of Eden 1983 鹿毛                                               | Northfields                                                                 | Little Hut           |                  |
| 母 Paradise River 1994 鹿毛                                                 | 母の母North of Eden 1983 鹿毛                                               | *ツリーオブノレッジ                                                         | Sassafras            | Sassafras        |
| 母 Paradise River 1994 鹿毛                                                 | 母の母North of Eden 1983 鹿毛                                               | *ツリーオブノレッジ                                                         | Sensibility F-No.3-h |                  |

近親にパラダイスクリーク（伯父）、シアトリカル（祖母の半兄）、タイキブリザード（祖母の半弟）。